# Elaine (cantante)
Ndivhuwo Elaine Mukheli, nota semplicemente come Elaine (Pretoria, 2 aprile 1999), è una cantante sudafricana.

## Biografia
Originaria di Pretoria, Elaine ha iniziato a cantare dall'età di 6 anni e nella sua crescita ha partecipato a diverse gare di talento. Nel 2014 ha ottenuto la medaglia d'oro al World Choir Games, tenutosi a Riga, in Lettonia, e nel 2018 ha iniziato a frequentare l'Università del Witwatersrand.
Ha in seguito intrapreso la carriera musicale, mettendo in commercio l'EP di debutto Elements, che è stato certificato platino il 28 luglio 2020 dalla Recording Industry of South Africa con oltre 20 000 unità vendute in suolo sudafricano ed è stato candidato al South African Music Award, il principale riconoscimento musicale nazionale, nella categoria album R&B/soul dell'anno. L'EP è stato supportato dalla pubblicazione di un unico singolo estratto I Just Wanna Know, che ha ottenuto la certificazione di platino. Le album track presenti nella pubblicazione You're the One, Risky, Changes e Say It hanno tutte e quattro raggiunto il multiplatino per un totale di 240 000 unità vendute, alle quali si aggiunge il doppio platino di I/You e il platino di When We're Alone. Ad agosto 2020 ha firmato un contratto discografico con la Columbia Records e il successo ottenuto nel corso dell'anno è stato sufficiente a fruttare alla cantante una candidatura agli MTV Africa Music Awards nella categoria di miglior rivelazione e ai BET Awards come miglior artista emergente internazionale. You're the One, invece, ha vinto il South African Music Award alla canzone più riprodotta nella cerimonia del 2021.

## Discografia

### Album in studio
- 2024 – Stone Cold Heart

### EP
- 2019 – Elements

### Singoli
- 2019 – Slip Away
- 2019 – I Just Wanna Know
- 2021 – Right Now
- 2022 – Shine
- 2022 – Deja Vu
- 2022 – Fading Away
- 2023 – Loving You (con Blxckie)
- 2023 – Waiting on You